# D-44型85毫米战防炮

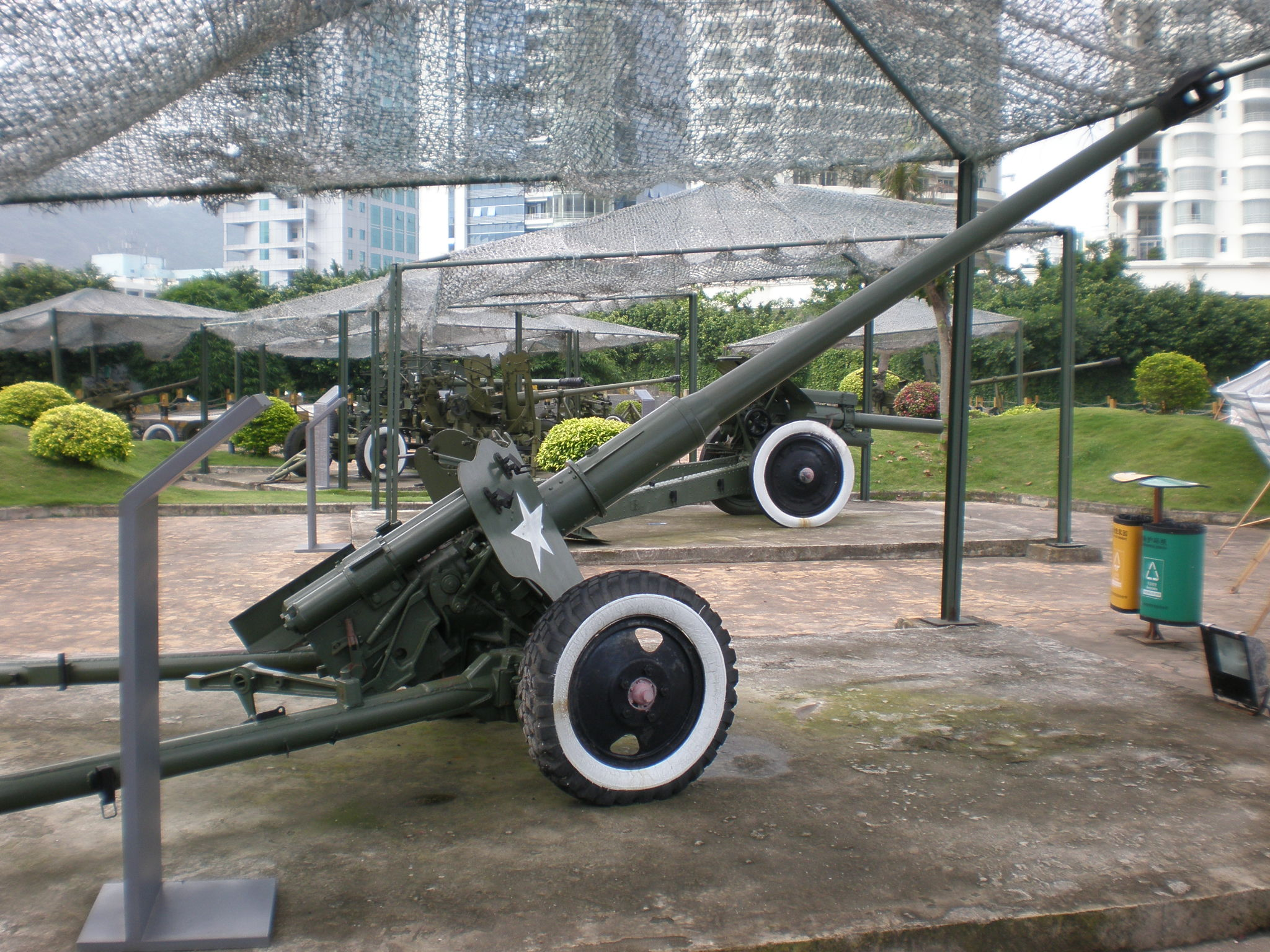
巴基斯坦陸軍的56式85毫米戰防炮

D-44型85毫米战防炮，是一种苏联研制的师级火炮，设计时意在取代先前的76毫米ZiS-3加农炮。中国制造的仿製型称为56式85毫米加农炮。该炮已经退出俄罗斯陆军一线部队，而中国仿制的该炮仍然有200门在巴基斯坦陆军服役。
该型火炮炮管是由 T-34-85坦克研发而来，每分钟可发射高达二十枚高爆（HE），穿甲，高爆反坦克（HEAT）炮弹。
| D-44型85毫米战防炮与同类型武器的性能比对                                                                                      |                             |              |
| 炮弹重量和射程 |                             |              |
| 火炮 | 炮弹重量 (急速射火药), 公斤 | 最大射程, 米 |
| 85毫米D-44型战防炮 （发射 O-365K)                                                                                             | 9.5 (0.74)                  | 15650        |
| 英国皇家兵工厂 QF（quick firing) 25磅野战炮 (发射 HE Mk. I D)                                                                 | 11.33， 25磅， (0.82)       | 12253        |
| 德国88毫米高射炮 (发射 SprGr L4.5)                                                                                            | 9.4 (0.87)                  | 14815        |
| M1/M2/M3 90毫米炮 (发射 M71)                                                                                                  | 10.64 (0.93)                | 17337        |
| Data taken from Janes (1982), The American Arsenal, German Artillery of World War Two, and tarrif.net （页面存档备份，存于）. |                             |              |